# Lagarto-de-colar
O lagarto-de-colar (Crotaphytus collaris) é uma espécie de lagarto de pequenas dimensões, da família Crotaphytidae. Habita no sul dos Estados Unidos e norte do México.

## Subespécies
São conhecidas as seguintes subespécies:
- Crotaphytus collaris auriceps (fide Stebbins 1985: 120)
- Crotaphytus collaris dickersonae (Montanucci, Axtell & Dessauer 1975)
- Crotaphytus collaris baileyi Stejneger 1890
- Crotaphytus collaris fuscus Ingram & Tanner 1971
- Crotaphytus collaris nebrius Axtell & Montanucchi 1977
- Crotaphytus collaris melanomaculatus Axtell & Webb 1995